# Jozo Radanović
Jozo Radanović bio je jedan od utemeljitelja oružane postrojbe “Rafael Vitez Boban“ HOS-a, te dugogodišnji predsjednik Hrvatskog časničkog zbora u Splitu i član Predsjedništva Međunarodne konferencije časnika gradova šest zemalja Jadrana. Jozo Radanović imao je čin bojnika Hrvatska vojske i bio član HSP-a.

## Nakon Domovinskog rata
Jozo Radanović, koji je u "Ordenu vojnog plemstva" ima naslov "vitez cavaliere von Delo", u Umagu je 15. prosinca imenovan za zamjenika (domeštra) Velikog meštra za Hrvatsku, arhitekta Živka Ilijaša, umirovljenog pukovnika.
Time je Hrvatska postala jedanaesta europska zemlja u kojoj djeluje ovaj red, ili Orden, kako ga pravilno zovu njegovi štovatelji i članovi. Dakle, Orden "Ritter von Delo" utemeljen je još davne 1608. godine u Veneciji, na inicijativu istoimene vojne akademije.

## Galerija
- ‎‎Oznaka IX. bojne HOS-a
- HOS-ovci IX. bojne "Rafael Vitez Boban" nakon rata

## Vanjske poveznice
- | hrvatskipravasi.hr
- | braniteljski-portal.hr
- | glasdalmacije.hr
- | slobodnadalmacija.hr